# Џејмс Роберт Ман
Џејмс Роберт Ман (енгл. James Robert Mann; Блумингтон, 20. октобар 1856 — Вашингтон, 30. новембар 1922) био је амерички политичар и адвокат, члан Представничког дома Сједињених Америчких Држава из Илиноиса, члан Републиканске странке и партијски лидер.

## Биографија

### Младост и образовање
Рођен је 20. октобра 1856. у Блумингтону. Његов старији брат је био фармер Франк Ирвинг Ман (1854—1937), уредник новинске публикације Prairie Farmer и аутор књиге The Farmers Creed.
Дипломирао је на Универзитету у Илиноису 1876. и Правном колеџу Унион 1881. године.

### Каријера
Примљен је у адвокатску комору у Илиноису 1881. и започео је праксу у Чикагу. Имао је различите функције:
- Члан оукландског одбора за образовање у Чикагу (1887)
- Адвокат Хајд парка и комесар Јужног парка у Чикагу
- Председник републиканске конвенције Илиноис (1894)
- Члан Градског већа Чикага
- Мастер у канцеларији Вишег суда округа Кук
- Председавајући конгреса републиканских округа у Чикагу (1895, 1902)
- Републиканац (1896) на 55. Конгресу са тринаест узастопних мандата
- Председник Одбора за изборе бр. 1 (58—60. конгрес)
- Комитет за међудржавну и спољну трговину (61. конгрес)
- Комитет за бирачко право жена (66. конгрес)
- Партијски лидер (62—65. конгрес)

### Значајно законодавство
Био је један од спонзора Mann-Elkins Act, који је дао више овлашћења Међудржавној комисији за трговину да регулише тарифе за железницу. Увео је Закон о чистој храни и лековима 1906. године. Најпознатији је по свом Мановом закону из 1910. који забрањује превоз жена између држава у сврху проституције, са циљем смањења сексуалне експлоатације.
Залагао се за измену Устава Сједињених Америчких Држава и женско право гласа. Био је водећи противник Харисоновог закона о порезу на наркотике и прохибицији, упркос популарности таквог закона међу његовим колегама напредњацима са Средњег запада.

### Смрт
Преминуо је 30. новембра 1922. у Вашингтону, од упале плућа пре затварања 67. Конгреса Сједињених Америчких Држава. Сахрањен је на гробљу Оук Вудс у Чикагу.